# Ardito Desio

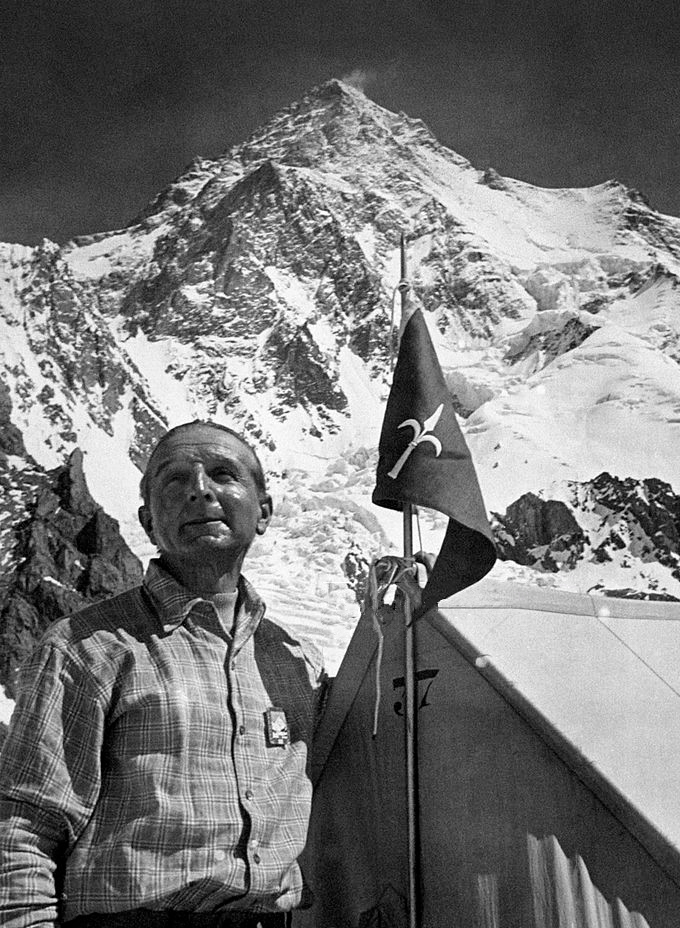
Ardito Desio in 1954

Ardito Desio (Palmanova, 18 april 1897 - Rome, 12 december 2001) was een Italiaans alpinist en geoloog.

## Biografie
Desio studeerde geologie, nadat hij gediend had in de Eerste Wereldoorlog. Tussen 1932 en 1972 was hij professor aan de Universiteit van Milaan. 
In de jaren 20 begon hij met geologisch onderzoek. Hij onderzocht onder meer Al Jaghbub in Libië. In 1929 nam hij deel aan een expeditie naar de Karakoram onder leiding van Tomislav II van Kroatië. In de jaren 50 leidde hij drie expedities in de Karakoram, met onder meer de beklimming van de K2. In de jaren 60 nam hij deel aan een expeditie naar Antarctica, waar hij onder meer onderzoek deed op Station McMurdo.
In 1989, op meer dan 90-jarige leeftijd, realiseerde hij nog de bouw van een glazen laboratorium aan de voet van de Mount Everest op meer dan 5.000 meter hoogte. 
Desio overleed in Rome op 104-jarige leeftijd.